# Егбел
Егбел (фр. Aiguebelle) насеље је и општина у источној Француској у региону Рона-Алпи, у департману Савоја која припада префектури Сен Жан де Морјен.
По подацима из 2011. године у општини је живело 1142 становника, а густина насељености је износила 296,62 становника/km². Општина се простире на површини од 3,85 km². Налази се на средњој надморској висини од 323 метара (максималној 1.008 m, а минималној 310 m).

## Демографија
| 1962. | 1968. | 1975. | 1982. | 1990. | 1999. | 2011. |
| ----- | ----- | ----- | ----- | ----- | ----- | ----- |
| 1.091 | 1.173 | 1.064 | 1.044 | 848   | 901   | 1.142 |

График промене броја становника у току последњих година